# サウスウェスト大学 (テキサス州)
サウスウェスト大学（サウスウェストだいがく、Southwest University）は、1999年にアリオラ家 (the Arriola family) によって創設され、医療保険関係などの職業教育を行い、2012年に大学としての認証を得たとされる、アメリカ合衆国テキサス州エルパソにある私立大学。
同名の他大学と区別するため、Southwest University at El Paso という名称が用いられ、日本語でこれを「サウスウェスト大学エルパソ校」と訳している例もあるが、他の都市にある「Southwest University」と組織は同一ではなく、適切とはいえない翻訳表現である。

## 分野
教育は、以下の3分野で行われており、そのうち最も人気が高いのは保険関係職関連である。
- ビジネス、マネジメント、マーケティング、以上に関連する諸サービス (Business, Management, Marketing, and Related Support Services)
- 保険関係職、および関連プログラム (Health Professions and Related Programs)
- 機械・修理技術 (Mechanic and Repair Technologies/Technicians)

## 在学生の特性
2010年代半ばに行われた『ニューヨーク・タイムズ』紙による調査によると、サウスウェスト大学は、学生の両親の所得水準が、調査対象となったアメリカ合衆国の営利的私立大学105校のうち104位となるなど、最も低い水準の所得階層の出身者が大きな比重を占めていることが様々な指標から明らかになっている。

## サウスウェスト・ユニバーシティ・パーク
2014年には、エルパソ・チワワズのホームであるエルパソの球場の2033年までの命名権を獲得し、球場名はサウスウェスト・ユニバーシティ・パークとなった。